# Aeropuerto Internacional de Recife
El Aeropuerto Internacional de Recife-Guararapes (IATA: REC, OACI: SBRF), oficialmente Aeropuerto Internacional Gilberto Freyre, es un aeropuerto internacional localizado en la ciudad de Recife, Pernambuco, Brasil. Su uso es tanto para tráfico aéreo nacional como internacional.
En 2009, el aeropuerto movió 5,249,831 pasajeros y obtuvo 66,414 operaciones, colocándose como el octavo aeropuerto en Brasil en cifra de pasajeros y el quinto en carga aérea.
La terminal de pasajeros actual tiene capacidad para recibir 15 millones de pasajeros al año, lo que convierte al Aeropuerto de Guararapes en el más grande, en capacidad anual, del Norte-Nordeste de Brasil.  Además, cuenta con una plataforma de 27 posiciones para aeronaves, 15 de ellas equipadas con pasarelas de acceso (conectores climatizados); 70 mostradores de facturación y 2120 plazas de aparcamiento. Según Aena, su pista tiene 2751 metros de longitud.  El aeropuerto fue concedido en 2019 a la empresa española Aena Internacional, junto con otras cinco terminales aeroportuarias de la región Nordeste, por treinta años. 

## Ubicación
El aeropuerto de Recife, se encuentra a 11 kilómetros del centro de la ciudad, a 1 kilómetro de la playa de Boa Viagem y a 19 del Puerto de Suape.
El Aeropuerto Internacional de Recife tiene conexión directa con el Metro de Recife a través de la Estación Aeropuerto, ubicada a pocos metros de la terminal y accesible a través de una pasarela cubierta.

## Historia

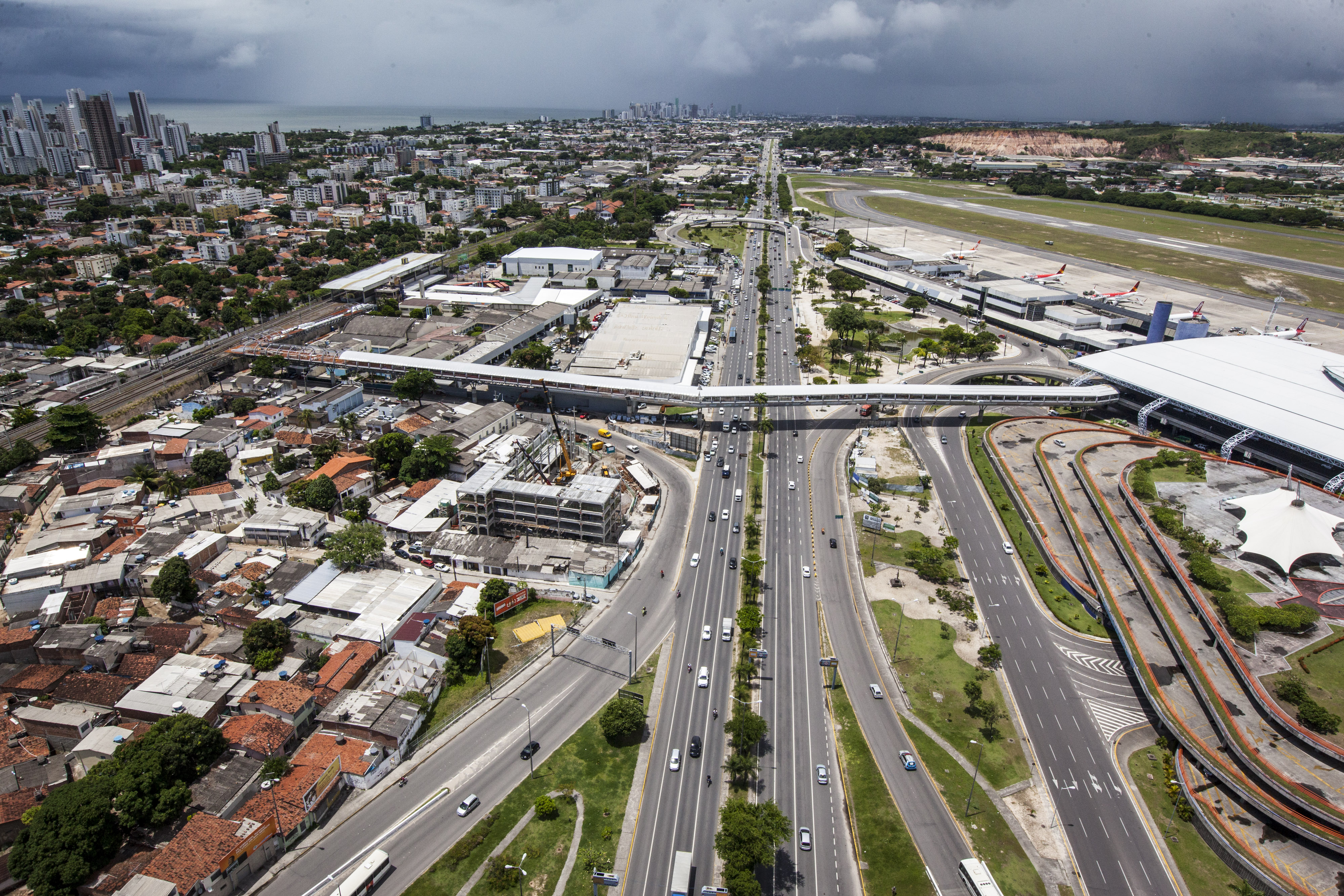
Vista aérea de la zona del aeropuerto de Recife, donde se distingue la pasarela blanca que conecta directamente la terminal con el Metro.

El Aeropuerto Internacional de Recife/Guararapes – Gilberto Freyre opera desde julio de 2004 en 52 mil metros cuadrados de superficie. 
Se trata del mayor aeropuerto del Norte y Noreste de Brasil, y por ello aumentó su capacidad de 1,5 millones de pasajeros al año, hasta la capacidad de 9 millones de pasajeros por año. La antigua terminal, poseía 24 mostradores de facturación; sin embargo, tras la reciente ampliación, vio aumentado su número hasta los 64 que tiene actualmente. 
El edificio - garaje fue concluido en diciembre de 2002. Se trata de una construcción de tres plantas independientes con capacidad para 2080 vehículos, cuatro veces más que las 500 plazas existentes anteriormente. En una cuarta planta adicional del edificio se planea crear un espacio para eventos y exposiciones. 
Desde 2000, Recife posee la mayor pista de aterrizaje y despegue del Nordeste, con 3.315 metros de largo. Su extensión permite la operación de grandes aviones, con autonomías de vuelo que abarcarían toda América, África, y, partes de Europa, y Asia. 
La plataforma de aeronaves también fue ampliada y el número de posiciones de estacionamiento de aviones pasó de 14 a 26. Bajo el patio fue construido un oleoducto; evitando así el tráfico de camiones-cisterna en plataforma.

## Estadísticas
2009
| Total de Pasajeros | Pasajeros Nacionales | Pasajeros Internacionales | Aero Carga kg | Carga Postal kg | Aeronaves Mov. |
| ------------------ | -------------------- | ------------------------- | ------------- | --------------- | -------------- |
| 5,249,831          | 5,041,838            | 207,993                   | 40,400,181    | 9,680,840       | 66,414         |
| 8th/2nd NE         | 8th                  | 6th                       | 5th/1st NE    | 6th             | 9th            |

## Aerolíneas y destinos
| Destinos por aerolínea          | Destinos por aerolínea | Destinos por aerolínea |
| Aerolíneas                      | Ciudades | Alianza                |
| ------------------------------- | --- | ---------------------- |
| Azul Líneas Aéreas 36 destinos  | Nacionales: (32) Aracaju / Araripina / Belém / Belo Horizonte / Brasília / Campinas / Campina Grande / Caruaru / Feira de Santana / Fernando de Noronha / Aeropuerto de Fortaleza / Goiânia / Garanhuns / João Pessoa / Juazeiro do Norte / Macapá / Maceió / Manaus / Mossoró / Natal / Patos / Paulo Afonso / Petrolina / Río de Janeiro / Salvador de Bahía / São Luis / São Paulo / São Paulo-GRU / Serra Talhada / Teresina / Vitória Internacionales: (6) Asunción / Fort Lauderdale / Madrid (Inicia 11 de junio de 2025) / Montevideo / Orlando / Oporto (Inicia 4 de junio de 2025) | N/A                    |
| Gol Linhas Aéreas 11 destinos   | Nacionales: (9) Brasilia / Fernando de Noronha / Fortaleza / Porto Alegre / Porto Seguro / Río de Janeiro-GIG / Salvador de Bahía / São Paulo / São Paulo-GRU Internacionales: (2) Buenos Aires-Aeroparque / Córdoba (Inicia 12 de abril de 2025) | N/A                    |
| Iberia 1 destino                | Internacional: (1) Madrid (Inicia 13 de diciembre de 2025) | Oneworld               |
| LATAM Brasil 5 destinos         | Nacionales: (5) Brasilia / Fortaleza / São Paulo / São Paulo-GRU | N/A                    |
| JetSMART Argentina 1 destino    | Internacional: (1) Buenos Aires-Ezeiza (Inicia 1 de julio de 2025) | N/A                    |
| TAP Portugal 1 destino          | Internacional: (1) Lisboa | Star Alliance          |
| Voepass Líneas Aéreas 1 destino | Internacional: (1) Fernando de Noronha | N/A                    |

### Destinos nacionales
| Ciudades                 | Aeropuerto                                               | Aerolíneas                                          |        |
| Brasil                   | Brasil                                                   | Brasil                                              | Brasil |
| ------------------------ | -------------------------------------------------------- | --------------------------------------------------- | ------ |
| Alagoas                  |                                                          |                                                     |        |
| Maceió                   | Aeropuerto Internacional Zumbi dos Palmares              | Azul                                                |        |
| Amazonas                 |                                                          |                                                     |        |
| Manaus                   | Aeropuerto Internacional Eduardo Gomes                   | Azul                                                |        |
| Bahía                    |                                                          |                                                     |        |
| Salvador                 | Aeropuerto Internacional de Salvador                     | Azul / Gol                                          |        |
| Ceará                    |                                                          |                                                     |        |
| Fortaleza                | Aeropuerto Internacional Pinto Martins                   | Azul / LATAM                                        |        |
| Distrito Federal         |                                                          |                                                     |        |
| Brasilia                 | Aeropuerto Internacional Presidente Juscelino Kubitschek | Azul / Gol / LATAM                                  |        |
| Espírito Santo           |                                                          |                                                     |        |
| Vitória                  | Aeropuerto de Eurico de Aguiar Salles                    | Azul / Gol (Estacional)                             |        |
| Goiás                    |                                                          |                                                     |        |
| Goiânia                  | Aeropuerto Internacional de Goiânia                      | Azul                                                |        |
| Maranhão                 |                                                          |                                                     |        |
| São Luís                 | Aeropuerto Internacional Mariscal Cunha Machado          | Azul                                                |        |
| Mato Grosso del Sur      |                                                          |                                                     |        |
| Campo Grande             | Aeropuerto Internacional de Campo Grande                 | Azul (Estacional)                                   |        |
| Minas Gerais             |                                                          |                                                     |        |
| Belo Horizonte           | Aeropuerto Internacional Tancredo Neves                  | Azul                                                |        |
| Uberlândia               | Aeropuerto de Uberlândia                                 | Azul                                                |        |
| Pará                     |                                                          |                                                     |        |
| Belém                    | Aeropuerto Internacional de Belém                        | Azul                                                |        |
| Paraíba                  |                                                          |                                                     |        |
| Cajazeiras               | Aeropuerto de Cajazeiras                                 | Azul Conecta                                        |        |
| Campina Grande           | Aeropuerto de Campina Grande                             | Azul                                                |        |
| João Pessoa              | Aeropuerto Internacional Presidente Castro Pinto         | Azul                                                |        |
| Patos                    | Aeropuerto de Patos                                      | Azul Conecta                                        |        |
| Estado de Paraná         |                                                          |                                                     |        |
| Curitiba                 | Aeropuerto Internacional Afonso Pena                     | Azul (Estacional)                                   |        |
| Foz do Iguaçu            | Aeropuerto Internacional de Foz do Iguaçu                | Azul (Estacional)                                   |        |
| Pernambuco               |                                                          |                                                     |        |
| Araripina                | Aeropuerto de Araripina                                  | Azul Conecta                                        |        |
| Caruaru                  | Aeropuerto de Caruaru                                    | Azul Conecta                                        |        |
| Fernando de Noroña       | Aeropuerto de Fernando de Noronha                        | Azul / Gol (Inicia el 1 de abril de 2025) / Voepass |        |
| Garanhuns                | Aeropuerto de Garanhuns                                  | Azul Conecta                                        |        |
| Petrolina                | Aeropuerto de Petrolina                                  | Azul                                                |        |
| Serra Talhada            | Aeropuerto de Serra Talhada                              | Azul Conecta                                        |        |
| Piauí                    |                                                          |                                                     |        |
| Teresina                 | Aeropuerto de Teresina                                   | Azul                                                |        |
| Estado de Río de Janeiro |                                                          |                                                     |        |
| Río de Janeiro           | Aeropuerto Internacional de Galeão                       | Azul / Gol / LATAM                                  |        |
| Río Grande del Norte     |                                                          |                                                     |        |
| Natal                    | Aeropuerto Internacional de Grande Natal                 | Azul                                                |        |
| Río Grande del Sur       |                                                          |                                                     |        |
| Porto Alegre             | Aeropuerto Internacional Salgado Filho                   | Azul (Inicia el 7 de abril de 2025)                 |        |
| Rondonia                 |                                                          |                                                     |        |
| Porto Velho              | Aeropuerto Internacional de Porto Velho                  | Azul (Estacional)                                   |        |
| Santa Catarina           |                                                          |                                                     |        |
| Florianópolis            | Aeropuerto Internacional Hercílio Luz                    | Azul (Estacional)                                   |        |
| Navegantes               | Aeropuerto Internacional de Navegantes                   | Azul (Estacional)                                   |        |
| Estado de São Paulo      |                                                          |                                                     |        |
| Bauru                    | Aeropuerto de Bauru                                      | Azul (Estacional)                                   |        |
| Campinas                 | Aeropuerto Internacional de Campinas                     | Azul                                                |        |
| Presidente Prudente      | Aeropuerto de Presidente Prudente                        | Azul (Estacional)                                   |        |
| Ribeirão Preto           | Aeropuerto de Ribeirão Preto                             | Azul                                                |        |
| São José do Rio Preto    | Aeropuerto de São José do Rio Preto                      | Azul                                                |        |
| São Paulo                | Aeropuerto de Congonhas                                  | Azul / Gol / LATAM                                  |        |
| São Paulo                | Aeropuerto Internacional de São Paulo-Guarulhos          | Azul / Gol / LATAM                                  |        |
| Sergipe                  |                                                          |                                                     |        |
| Aracaju                  | Aeropuerto Internacional de Aracaju                      | Azul                                                |        |
| Tocantins                |                                                          |                                                     |        |
| Palmas                   | Aeropuerto de Palmas                                     | Azul (Estacional)                                   |        |

### Destinos internacionales
| Ciudades por países | Nombre del aeropuerto                                 | Aerolíneas                                     | Aeronaves         |
| América del Norte   | América del Norte                                     | América del Norte                              | América del Norte |
| ------------------- | ----------------------------------------------------- | ---------------------------------------------- | ----------------- |
| Estados Unidos      |                                                       |                                                |                   |
| Fort Lauderdale     | Aeropuerto Internacional de Fort Lauderdale-Hollywood | Azul                                           | A339              |
| Orlando             | Aeropuerto Internacional de Orlando                   | Azul                                           | A339              |
| América del Sur     |                                                       |                                                |                   |
| Argentina           |                                                       |                                                |                   |
| Buenos Aires        | Aeroparque Jorge Newbery                              | Gol                                            | B38M              |
| Buenos Aires        | Aeropuerto Internacional Ministro Pistarini           | JetSMART Argentina (Inicia 1 de julio de 2025) | A320              |
| Córdoba             | Aeropuerto Internacional Ingeniero Ambrosio Taravella | Gol (Inicia el 12 de abril de 2025)            | B38M              |
| Chile               |                                                       |                                                |                   |
| Santiago de Chile   | Aeropuerto Internacional Arturo Merino Benítez        | LATAM Brasil                                   | A320N             |
| Paraguay            |                                                       |                                                |                   |
| Asunción            | Aeropuerto Internacional Silvio Pettirossi            | Azul (Estacional)                              | E190              |
| Uruguay             |                                                       |                                                |                   |
| Montevideo          | Aeropuerto Internacional de Carrasco                  | Azul                                           | A320              |
| Europa              |                                                       |                                                |                   |
| España              |                                                       |                                                |                   |
| Madrid              | Aeropuerto Adolfo Suárez Madrid-Barajas               | Azul / Iberia (Inicia 13 de diciembre de 2025) | A339 / A321XLR    |
| Portugal            |                                                       |                                                |                   |
| Lisboa              | Aeropuerto de Lisboa                                  | TAP Portugal                                   | A339              |
| Oporto              | Aeropuerto de Oporto-Francisco Sá Carneiro            | Azul                                           | B763              |

### Carga
- Lufthansa Cargo - Boeing 777F
- Modern Logistics - Boeing 737-300/400